# Goux-lès-Dambelin
Goux-lès-Dambelin ist eine französische Gemeinde mit 272 Einwohnern (Stand: 1. Januar 2022) im Département Doubs in der Region Bourgogne-Franche-Comté.

## Geographie
Goux-lès-Dambelin liegt auf 540 m, etwa 16 Kilometer südwestlich der Stadt Montbéliard (Luftlinie). Das Dorf erstreckt sich im nördlichen französischen Jura, auf einer tafeljuraartigen Hochfläche nördlich der Lomontkette und südlich des Doubstals.
Die Fläche des 8,90 km² großen Gemeindegebiets umfasst einen Abschnitt des französischen Juras. Der Hauptteil des Gebietes wird von der Hochfläche von Goux eingenommen, die auf durchschnittlich 540 m liegt. Mit 581 m wird auf einer Anhöhe südlich des Dorfes die höchste Erhebung von Goux-lès-Dambelin erreicht. Das Hochplateau ist überwiegend von Acker- und Wiesland bestanden. Gegen Westen fällt die Hochfläche steil zum Talbecken von Hyémondans ab, wobei die Grenze meist oberhalb des mit einem Felsband gekrönten Steilhangs verläuft. Auch im Süden wird sie von einem bewaldeten Steilhang gegen das Tal der Ranceuse begrenzt. Demgegenüber senkt sich die Hochfläche gegen Norden nur langsam ab, wobei sie hier durch mehrere Erosionstälchen untergliedert wird, die zum Einzugsgebiet des Ruisseau du Bié gehören. Das Hochplateau weist keine oberirdischen Fließgewässer auf, weil das Niederschlagswasser im Untergrund versickert und am Hangfuß in den umliegenden Tälern mit verschiedenen Quellen wieder zutage tritt. Nach Osten leitet ein Kamm zwischen den Einzugsgebieten von Ruisseau du Bié und Ranceuse zur Hochfläche der Grands Bois über.
Nachbargemeinden von Goux-lès-Dambelin sind Saint-Maurice-Colombier und Villars-sous-Écot im Norden, Rémondans-Vaivre im Osten, Dambelin im Süden sowie Hyémondans und Sourans im Westen.

## Geschichte
Verschiedene Funde weisen darauf hin, dass das Gemeindegebiet von Goux bereits in vorgeschichtlicher Zeit besiedelt war. Zusammen mit der Franche-Comté gelangte das Dorf mit dem Frieden von Nimwegen 1678 an Frankreich. Um eine Verwechslung mit anderen gleichnamigen Gemeinden zu vermeiden, wurde Goux im Jahr 1961 offiziell in Goux-lès-Dambelin umbenannt.

## Sehenswürdigkeiten

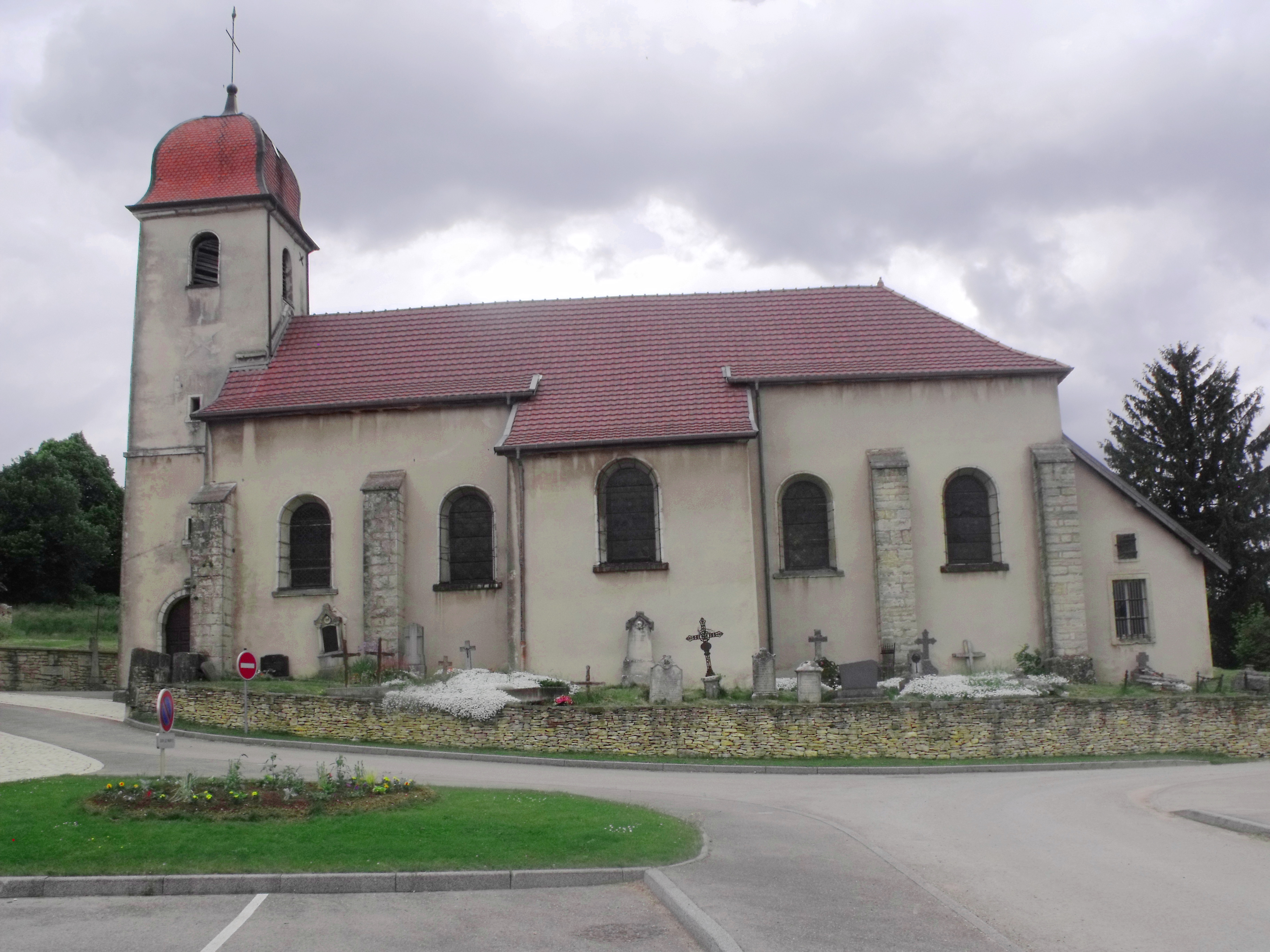
Kirche Mariä Himmelfahrt (Église de l'Assomption-de-la-Vierge)

Die Kapelle von Goux wurde im 17. Jahrhundert zur Pfarrkirche erhoben. Nachdem 1770 der Glockenturm eingestürzt war, wurde die Kirche im klassischen Stil weitgehend neu erbaut. Sie besitzt einen bemerkenswerten Hauptaltar.

## Bevölkerung
| Jahr                       | 1962 | 1968 | 1975 | 1982 | 1990 | 1999 | 2006 | 2016 |
| Einwohner                  | 176  | 163  | 165  | 167  | 220  | 232  | 254  | 285  |
| Quellen: Cassini und INSEE |      |      |      |      |      |      |      |      |

Mit 272 Einwohnern (Stand 1. Januar 2022) gehört Goux-lès-Dambelin zu den kleinen Gemeinden des Départements Doubs. Nachdem die Einwohnerzahl in der ersten Hälfte des 20. Jahrhunderts deutlich abgenommen hatte (1886 wurden noch 322 Personen gezählt), wurde seit Beginn der 1980er Jahre wieder ein kontinuierliches Bevölkerungswachstum verzeichnet.

## Wirtschaft und Infrastruktur
Goux-lès-Dambelin war bis weit ins 20. Jahrhundert hinein ein vorwiegend durch die Landwirtschaft (Ackerbau, Obstbau und Viehzucht) und die Forstwirtschaft geprägtes Dorf. Daneben gibt es heute einige Betriebe des lokalen Kleingewerbes. Mittlerweile hat sich das Dorf auch zu einer Wohngemeinde gewandelt. Viele Erwerbstätige sind deshalb Wegpendler, die in den größeren Ortschaften der Umgebung und in der Agglomeration Montbéliard ihrer Arbeit nachgehen.
Die Ortschaft liegt abseits der größeren Durchgangsstraßen an einer Departementsstraße, die von Saint-Maurice-Colombier nach Dambelin führt. Der nächste Anschluss an die Autobahn A36 befindet sich in einer Entfernung von ungefähr 13 Kilometern. Weitere Straßenverbindungen bestehen mit Sourans und Villars-sous-Écot.